# Glochinema bathyperuvensis
Glochinema bathyperuvensis is een rondwormensoort uit de familie van de Epsilonematidae. De wetenschappelijke naam van de soort is voor het eerst geldig gepubliceerd in 2001 door Neira, Gad, Arroyo & Decraemer.